# Samsung Galaxy J1 Ace
El Samsung Galaxy J1 Ace es un teléfono inteligente Android. Fabricado y desarrollado por Samsung Electronics. Fue lanzado en octubre de 2015.

## Características
El Galaxy J1 Ace cuenta con un procesador Quad-core de 1.5GHz, tiene un sistema operativo Android 4.4.4 KitKat actualizado a Android 5.1.1 Lollipop.
Cuenta con una ranura para tarjeta SIM, el teléfono permite descargar hasta 150 Mbps para la navegación por Internet, pero esto también depende del operador móvil. 
La conectividad de este terminal que incluye Bluetooth 4.0 + A2DP, WiFi 802.11 b/g/n (2.4Ghz), pero no tiene conexión NFC.
Incluyendo la batería, el teléfono tiene un peso de 131 gramos y es un terminal de 9,5mm.